# Sinus sphénoïdal

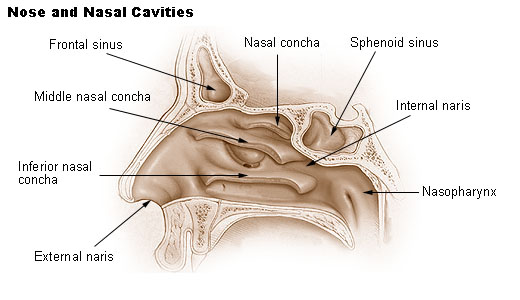
Le nez et les cavités nasales (le sinus sphénoïdal est légendé en haut et à droite)

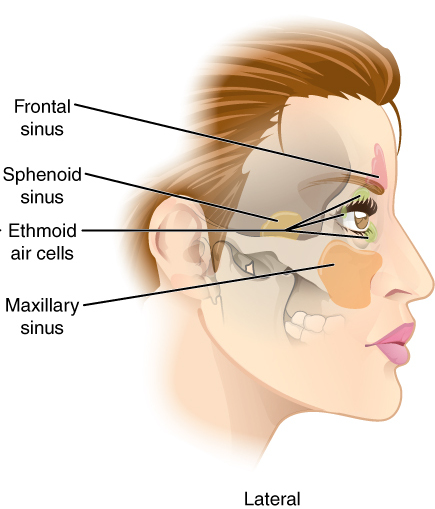
Les sinus paranasaux

Le sinus sphénoïdal ou le sinus sphénoïde est l'un des quatre sinus paranasaux appariés, il est contenu dans le corps du sphénoïde. Les sinus sphénoïdes varient en taille et en forme, et en raison du déplacement latéral du septum des sinus sphénoïdaux (la cloison séparant les deux sinus droit et gauche), ils sont rarement symétriques. Ils ne peuvent pas être palpés lors d'un examen extra-oral.

## Structure anatomique
Lorsqu'ils sont exceptionnellement grands, les sinus sphénoïdes peuvent s'étendre vers les racines des processus ptérygoïdes ou les grandes ailes de l'os sphénoïde, et peuvent envahir la partie basilaire de l'os occipital.
Chaque sinus débouche dans le toit de la cavité nasale via des ouvertures sur la paroi postérieure du récessus sphéno-ethmoïdal directement au-dessus de la choane. Les ouvertures sont situées haut sur les parois antérieures des sinus.

### Dimensions
Leurs mesures moyennes sont comme suit : 
- la hauteur verticale, 2,2 cm ;
- la largeur transversale, 2 cm ;
- la profondeur antéro-postérieure, 2,2 cm.

### Rapports anatomiques
Le sinus sphénoïdal a des rapports avec plusieurs structures importantes :
- En haut : le chiasma optique et la glande pituitaire,
- En avant : la cavité nasale,
- En arrière : le pédoncule cérébelleux et l'artère basilaire,
- En bas : la cavité nasale et le rhinopharynx (le cavum),
- Latéralement : le sinus caverneux, l'artère carotide interne, le nerf ophtalmique et le nerf maxillaire.

### Innervation
La membrane muqueuse reçoit de l'innervation sensorielle par des nerfs ethmoïdaux postérieurs (en) (branche du nerf ophtalmique) et des fibres parasympathiques postganglionnaires du nerf facial qui se synapsent au niveau du ganglion ptérygopalatin qui contrôle la sécrétion de mucus.

## Développement
Les sinus sphénoïdes ne sont pas présents à la naissance, ils se développent lentement avec la croissance du crâne. Après la puberté, les sinus finissent leur développement.

## Importance clinique
Une complication potentielle de la sinusite sphénoïdale est la thrombose du sinus caverneux (en).
Si une tumeur à croissance rapide érode le plancher du sinus, le nerf du canal ptérygoïdien (appelé également nerf vidien en ancienne nomenclature) pourrait être en danger.
Si la tumeur s'étend latéralement, le sinus caverneux et tous les nerfs qu'il contient pourraient être en danger. Une intervention chirurgicale endonasale appelée sphénoïdotomie peut être réalisée pour agrandir le sinus sphénoïde, généralement afin de le drainer.

### Utilisation enneurochirurgie
Étant donné que seulement des minces tablettes osseuses séparent les sinus sphénoïdaux des cavités nasales en bas et de la fosse hypophysaire en haut, la glande pituitaire peut être approchée chirurgicalement par le toit des cavités nasales en passant d'abord par la face antéro-inférieure de l'os sphénoïde et à l'intérieur des sinus, puis l'entrée par le haut de l'os sphénoïde dans la fosse hypophysaire (la selle turcique).